# Baie-Comeau Drakkar
Baie-Comeau Drakkar (fr. Drakkar de Baie-Comeau) – juniorska drużyna hokejowa grająca w LHJMQ w konferencji zachodniej. Drużyna ma swoją siedzibę w Baie-Comeau w Kanadzie.
- Rok założenia: 1997–1998
- Barwy: czerwono-biało-czarno-złote
- Trener: Eric Dubois
- Manager: Jacques Tremblay
- Hala: Centre Henry-Leonard

## Osiągnięcia
- Trophée Jean Rougeau: 2003, 2014